# جنی رید
جنی رید (انگلیسی: Jennie Reed؛ زادهٔ ۲۰ آوریل ۱۹۷۸) دوچرخه‌سوار سابق اهل ایالات متحده آمریکا است.
وی در مسابقات کشوری و بین‌المللی در مجموع برندهٔ ۱ مدال طلا، ۳ مدال نقره، ۲ مدال برنز شده‌است.